# 多和站
多和站（日语：／ Tawa eki */?）為北海道川上郡標茶町的北海道旅客鐵道（JR北海道）標津線的鐵路站（廢站）。

## 車站構造
- 單式月台1面1線
- 無人站
- 設有候車室。

## 車站周邊
- 北海道道13號中標津標茶線
- 標茶町有巴士「多和集會所」停車站
- 阿寒巴士「多和」停車站

## 历史
- 1961年（昭和36年）4月10日 - 本站開業，為臨時上落車站。
- 1987年（昭和62年）4月1日 - 因國鐵分割民營化，本站成為北海道旅客鐵道的車站。
- 1989年（平成元年）4月30日 - 標津線停運，本站也成為廢站。

## 相鄰車站
北海道旅客鐵道
標津線
標茶－多和－泉川

## 相關項目
- 日本鐵路車站列表